# Willi Falkenberg
Willi Falkenberg (* 5. Januar 1900; † 12. August 1968 in Düsseldorf) war ein deutscher SS-Funktionär und Nachrichtendienstler.

## Leben und Tätigkeit
Falkenberg begann sich nach dem Ersten Weltkrieg in Kreisen der extremen politischen Rechten zu betätigen. Zusammen mit Hans Otto Bethke gründete er im September 1924 den nationalsozialistischen Kameradschaftsbund „Mark“ in Köpenick. Diesen schlossen sie kooperativ dem paramilitärischen Wehrverband Frontbann-Nord an. Im Juli 1925 wurde der Kameradschaftsbund aufgelöst und als Gruppe 36 dem Frontbann Nord angeschlossen, der zu dieser Zeit von Paul Röhrbein geführt wurde.
Im Frühjahr 1926 trat Falkenberg nach der Auflösung des Frontbanns Nord, wie der Großteil der Mitglieder dieser Organisation, zur nationalsozialistischen Sturmabteilung (SA) über, die zu dieser Zeit erstmals in Berlin aufgestellt wurde.
Am 23. Februar 1926 gründete Falkenberg die NSDAP-Ortsgruppe in Berlin-Köpenick, die somit – Hördler zufolge – zeitlich, räumlich und personell mit der Gründung der Köpenicker SA zusammenfiel. Zum 9. April 1926 trat er der NSDAP selbst bei (Mitgliedsnummer 33.766). Um 1930 wurde er außerdem Mitglied der SS (SS-Nummer 15.444).
1933 war Falkenberg Bezirksleiter des Sicherheitsdienstes der SS (SD) in Berlin mit Zuständigkeit für den Bezirk I/III. Seine Dienststelle in dieser Funktion befand sich zuerst in der Köpenicker Bahnhofstraße und anschließend im Amtsgerichtsgefängnis Köpenick, das zugleich die Stabsstelle des selbständigen SA-Sturmbanns 15 war. Auf diese Weise war er direkt in die Vorgänge der Köpenicker Blutwoche vom Juni 1933 involviert, in deren Verlauf mehr als zwanzig Personen von der Köpenicker SA ermordet und Dutzende weitere verschleppt und schwer misshandelt wurden. Am 1. Juli 1933 wurde er unter Überspringung mehrerer Dienstgrade vom SS-Sturmmann zum SS-Untersturmführer befördert.
Im Sommer 1934 war Falkenberg an der als Röhm-Putsch bekannt gewordenen politischen Säuberungsaktion der NS-Regierung beteiligt. Für seine Verdienste in diesem Zusammenhang wurde er zum SS-Obersturmführer befördert.
Von 1935 bis 1937 war Falkenberg Leiter des SD-Abschnitts III (Groß-Berlin) und damit Leiter der nachrichtendienstlichen Operationen des SD im Gebiet der Reichshauptstadt. In dieser Stellung brachte er es bis zum SS-Obersturmbannführer (30. Januar 1937).
Falkenberg nahm sich 1968 selbst das Leben, nachdem die Berliner Staatsanwaltschaft ihn kontaktiert und ihm mitgeteilt hatte, dass sie ihn in Zusammenhang mit der Rolle des Berliner SD während der Mordaktion vom 30. Juni/1. Juli 1934 durch die Düsseldorfer Kripo vernehmen zu lassen wünschte.